# Stanisław Łojasiewicz
Stanisław Łojasiewicz (ur. 9 października 1926 w Warszawie, zm. 14 listopada 2002 we Włoszech) – polski matematyk, profesor Uniwersytetu Jagiellońskiego, członek rzeczywisty Polskiej Akademii Nauk.

## Biogram
Syn Stanisława Marii Józefa(ur. w Bochni w 1899, zm. w Blackpool w 1966), kapitana Wojska Polskiego. W 1945 rozpoczął studia na Uniwersytecie Jagiellońskim. Jeszcze będąc studentem pracował na uczelni jako wolontariusz. Badał teorię równań różniczkowych, w której to dziedzinie doktoryzował się trzy lata po ukończeniu studiów (1950). Po doktoracie zajął się zagadnieniami teorii dystrybucji. Na zaproszenie sławnego francuskiego matematyka, Laurenta Schwartza, wyjechał do Paryża. Podczas pobytu we Francji samodzielnie rozwiązał tzw. problem dzielenia dystrybucji przez funkcje analityczne, który sprawiał kłopot tamtejszym matematykom. Sposób rozwiązania tego problemu został nazwany nierównością Łojasiewicza. W oparciu o analizę tej nierówności stworzył dwa nowe działy matematyki: geometrię semianalityczną, która później rozwinęła się w geometrię subanalityczną oraz analizę różniczkową.
Od 1958 prowadził badania za granicą na uniwersytetach w Chicago, Berkeley oraz Princeton. Rozbudował tam swoją teorię geometrii semianalitycznej. W późniejszych latach wykładał także we Włoszech (Piza), Hiszpanii (Valladolid, Madryt) oraz na zaproszenie UNESCO w Argentynie (Buenos Aires). W 1970 r. na Międzynarodowym Kongresie Matematyków (ICM) w Nicei wygłosił invited address na temat zbiorów semianalitycznych w sekcji Géométrie et Topologie. Analyse sur les varietés. Rok później został wybrany do Polskiej Akademii Nauk, której członkiem rzeczywistym stał się w 1980. Od samego początku istnienia Instytutu Matematycznego PAN był mocno zaangażowany w jego prace. W Instytucie Matematyki UJ prowadził regularnie seminaria z zakresu analizy różniczkowej i teorii osobliwości. Jego działalność naukowa i dydaktyczna przyciągnęła grupę uczniów, z której z czasem wyrosła szkoła matematyczna. Wśród jej przedstawicieli byli uczeni z Krakowa, Warszawy, Gdańska, Łodzi, Kielc oraz ośrodków za granicą (we Francji, Włoszech, Holandii, Hiszpanii, Niemczech, Stanach Zjednoczonych, Kanadzie, Japonii).
W swoim dorobku miał ponad 70 publikacji, m.in. Wstęp do teorii funkcji rzeczywistych (1973) oraz Wstęp do geometrii analitycznej zespolonej (1988). Jego prace dotyczyły równań różniczkowych, mechaniki teoretycznej, analizy różniczkowej, teorii dystrybucji i geometrii analitycznej.
Był członkiem czynnym PAU, Academia Europea stworzonej przez Unię Europejską oraz papieskiej Pontificia Academia Scientiarum w Watykanie, w której prezydium przez wiele lat zasiadał. Zasiadał w Centralnej Komisji Kwalifikacyjnej w Warszawie. Otrzymał wiele odznaczeń i wyróżnień, m.in. Krzyż Komandorski z Gwiazdą Orderu Odrodzenia Polski (1998), Nagrodę im. Alfreda Jurzykowskiego (1985),  Medal Komisji Edukacji Narodowej, Medal im. Wacława Sierpińskiego (1984), Medal im. Stefana Banacha. W 1968 został laureatem nagrody państwowej I stopnia.
W życiu prywatnym interesował się muzyką poważną (grał na fortepianie), turystyką górską, narciarstwem oraz literaturą hiszpańską i włoską. Zmarł 14 listopada 2002, wracając z konferencji naukowej we Włoszech. Został pochowany na cmentarzu Rakowickim w Krakowie (kw. GD-płn.-7).

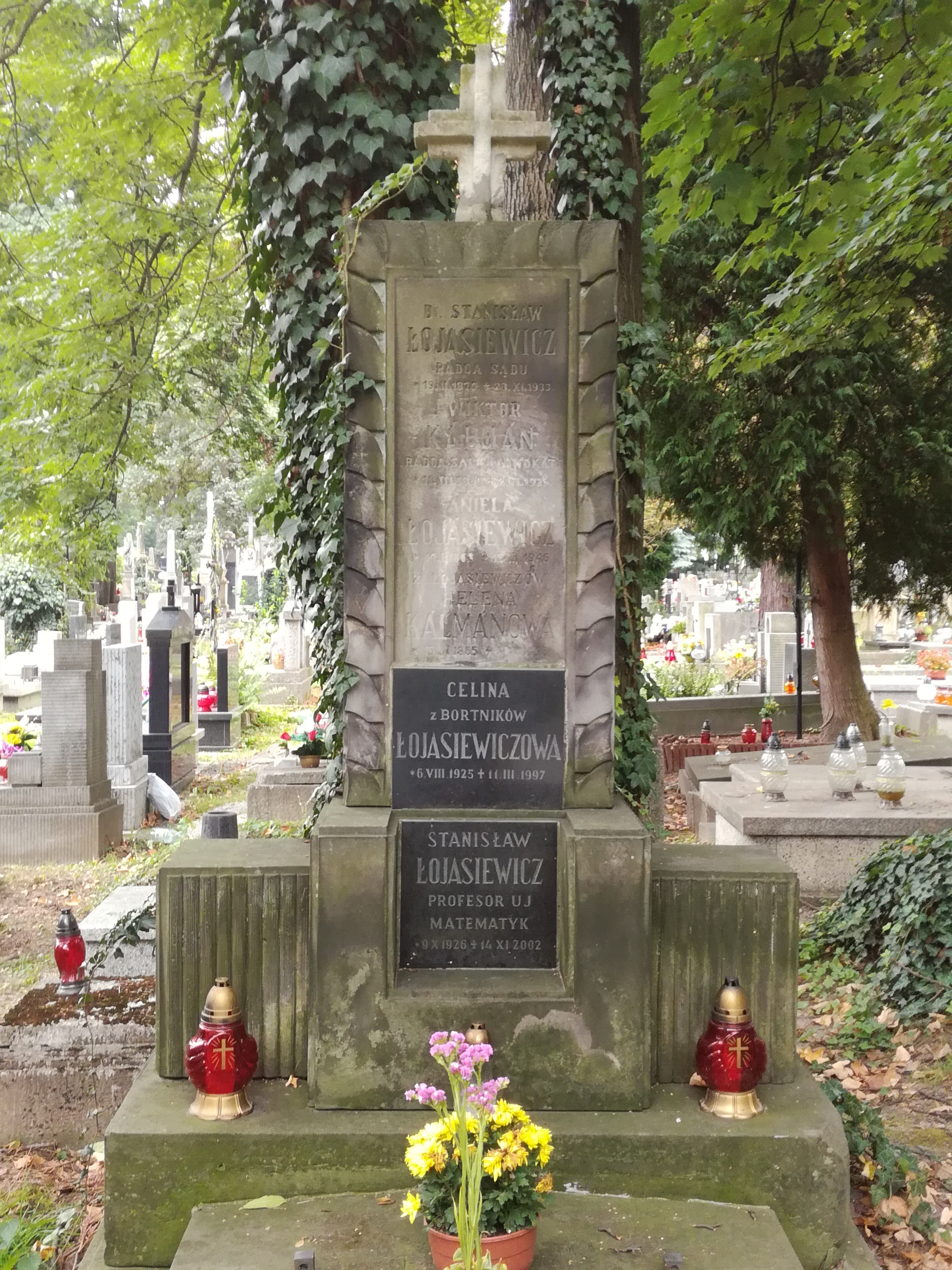
Grób prof. Stanisława Łojasiewicza na cmentarzu Rakowickim

## Upamiętnienie
Nowo wybudowaną ulicę w Krakowie na terenie III Kampusu UJ, przy której mieści się Wydział Matematyki i Informatyki Uniwersytetu Jagiellońskiego, nazwano imieniem prof. Stanisława Łojasiewicza.
Od 2010 r. na Uniwersytecie Jagiellońskim odbywa się corocznie Wykład Łojasiewicza poświęcony jego pamięci. Wykładowi towarzyszą warsztaty przygotowujące.
| Rok  | Wykładowca            | Uniwersytet                                                                                     | Kraj                                | Tytuł                                                                      |
| ---- | --------------------- | ----------------------------------------------------------------------------------------------- | ----------------------------------- | -------------------------------------------------------------------------- |
| 2010 | Shing-Tung Yau        | Harvard University                                                                              | Chiny / Stany Zjednoczone           | Coupled system of Hermitian metrics with Hermitian Yang-Mills system       |
| 2011 | Richard S. Hamilton   | Columbia University                                                                             | Stany Zjednoczone                   | The Ricci flow in lower dimensions                                         |
| 2012 | Bernard Malgrange     | Uniwersytet Henri Poincaré                                                                      | Francja                             | Differential algebraic groups                                              |
| 2013 | Neil Trudinger        | Australian National University                                                                  | Australia                           | Optimal transportation in the 21st century                                 |
| 2014 | Fernando Codá Marquez | Princeton University                                                                            | Brazylia / Stany Zjednoczone        | The min-max theory of minimal surfaces and applications                    |
| 2015 | Noga Alon             | Tel Aviv University                                                                             | Izrael                              | Signrank and its applications in combinatorics and complexity              |
| 2017 | Artur Avila           | Instituto Nacional de Matemática Pura e Aplicada / Centre national de la recherche scientifique | Brazylia / Francja                  | One-frequency Schrödinger operators and the almost reducibility conjecture |
| 2018 | Luis A. Caffarelli    | University of Texas at Austin                                                                   | Argentyna / Stany Zjednoczone       | Some models of segregation                                                 |
| 2023 | Maksym Radziwiłł      | University of Texas at Austin                                                                   | Polska / Kanada / Stany Zjednoczone | Recent developments in analytic number theory                              |